# Colégio Internacional de Vilamoura

Colégio Internacional de Vilamoura. É uma escola de educação internacional integrada numa rede de escolas internacionais com cerca de 600 centros educativos em mais de 110 países. Fundado em 1984, serve hoje uma comunidade de 600 alunos, desde a nursery no jardim-de-infância até à classe 13 nos estudos ingleses e 12º ano nos estudos portugueses.
Nos últimos anos, o sucesso prático das metedologias de aprendizagem e o ambiente criativo tem merecido uma atenção especial por parte da comunidade científica. Em 2009, alcançou o top das escolas secundárias no mundo em investigação científica e em 2011 liderou o ranking anual das escolas secundárias segundo dados do Ministério da Educação..
Actualmente, conta com uma importante comunidade de ex-alunos espalhada pelas mais diversas partes do mundo, desde a Europa à Ásia, aos Estados Unidos e Austrália.
Foi uma escola pioneira nos finais dos anos oitenta no ensino precoce de línguas em Portugal.
Teve como diretor pedagógico o Dr. Renato Costa, entre 1987 e 2011 autor de, entre outras obras,"Uma educação para a vida - Um projecto de educação internacional no séc. XXI", com a chancela da editora Caleidoscópio.
O Colégio Internacional de Vilamoura conta desde o início de 2012 com uma nova direção pedagógica. Cidália Ferreira Bicho, docente no CIV desde 2004, aceitou o desafio de liderar esta escola de educação internacional que constitui um importante e inovador espaço de educação desde a sua origem e que alcançou, na última década, resultados de reconhecido mérito nacional e internacional. A diretora pedagógica do Colégio Internacional de Vilamoura estudou na Universidade do Algarve onde completou a sua licenciatura em Estudos Portugueses – Ramo de Formação Educacional em 2000. Na mesma universidade, enquanto docente, lecionou Literatura Oral e esteve ligada à formação de professores, tendo sido orientadora de estágios pedagógicos em várias escolas do ensino básico e secundário, durante dois anos. 
Ensinou Português como língua estrangeira na Universidade de Huelva, Campus El Cármen, no âmbito do Programa Sócrates/Erasmus. Frequentou o Mestrado em Literatura Portuguesa e especializou-se em literatura oral tradicional. Desenvolveu o seu projeto de investigação sobre os Contos de animais na tradição Portuguesa. No âmbito da dissertação de mestrado, colaborou com o Arquivo Nacional do Conto e fez recolhas de textos da tradição oral no concelho de Tavira. Em 2011 recebeu o prémio Revelação de 2009 pela Associação Portuguesa de Escritores na modalidade Literatura para a infância e a juventude. As três fortunas do Lobo Lobão e outros contos tradicionais (Editora Verbo) foi a obra distinguida por esta importante associação que promove a literatura portuguesa.  
Siga a dinâmica da escola no Facebook em CIV Colégio Internacional de Vilamoura.  